# Barat (Susoh)
Barat is een bestuurslaag in het regentschap Aceh Barat Daya van de provincie Atjeh, Indonesië. Barat telt 363 inwoners (volkstelling 2010).